# Jan Sandquist
Jan Olov Ferdinand Sandquist, född 6 augusti 1932 i Stockholm, är en svensk TV-reporter. 
Sandquist har bland annat medverkat i Mannen på taket, men har huvudsakligen arbetat som nyhetsreporter vid SVT, bland annat som korrespondent i Sydamerika, USA och Spanien. Han har tidigare varit programledare på Rapport, TV-chef i Örebro, informationschef på SIDA, pressråd svenska ambassaden i Madrid, presschef Stockholm Europas Kulturhuvudstad, EU-koordinator Kanadas ambassad i Stockholm. Han är gift med hustrun Kerstin och har sönerna Cristian, Martin och Simon. Han var en av grundarna av musikgruppen Nyhetsbandet, som är Rapportredaktionens egen orkester.

### Fotnoter
1. ↑  ”Jan Sandquist fyller år den 6 augusti”. Birthday.se. http://www.birthday.se/person/5a7ea176-a2c5-f902-a936-236a2c0c8415. Läst 9 juli 2013.